# Alessandro di Bergamo
Alessandro di Bergamo (III secolo – Bergamo, 26 agosto 303) è stato un militare romano della legione tebea, che subì il martirio a Bergomum. È venerato come santo dalla Chiesa cattolica.

## Agiografia
Fu probabilmente, secondo quanto documentato dai tardivi atti del suo martirio (risalenti all'VIII secolo), il vessillifero della leggendaria legione tebea, composta da soldati della Tebaide e comandata dal generale romano Maurizio anch'egli venerato dalla chiesa cattolica con il nome di san Maurizio.
Secondo la tradizione, la centuria di cui Alessandro era comandante fu spostata intorno all'anno 301 dalla Mesopotamia alle regioni occidentali, prima a Colonia, poi a Brindisi, sino a giungere in Africa.
Durante il lungo viaggio dei legionari, diverse persecuzioni contro i cristiani furono ordinate dall'imperatore Massimiano, ma i soldati si rifiutarono di eseguire gli ordini pagando con la decimazione, avvenuta ad Agaunum, nell'odierna Saint Maurice-en-Valais che si trova nel cantone Vallese, in Svizzera.
Tra gli scampati al massacro, Alessandro riparò con alcuni suoi compagni in Italia, ma fu imprigionato a Milano (nel luogo dove sorge la basilica di Sant'Alessandro in Zebedia, in piazza di Sant'Alessandro) e qui si rifiutò di abiurare alla fede cristiana come ordinatogli dall'imperatore Massimiano. Fuggito dalla prigione, grazie all'aiuto di Fedele di Como e del vescovo Materno, sulla strada verso Como, secondo la leggenda compì il miracolo di risuscitare un defunto.

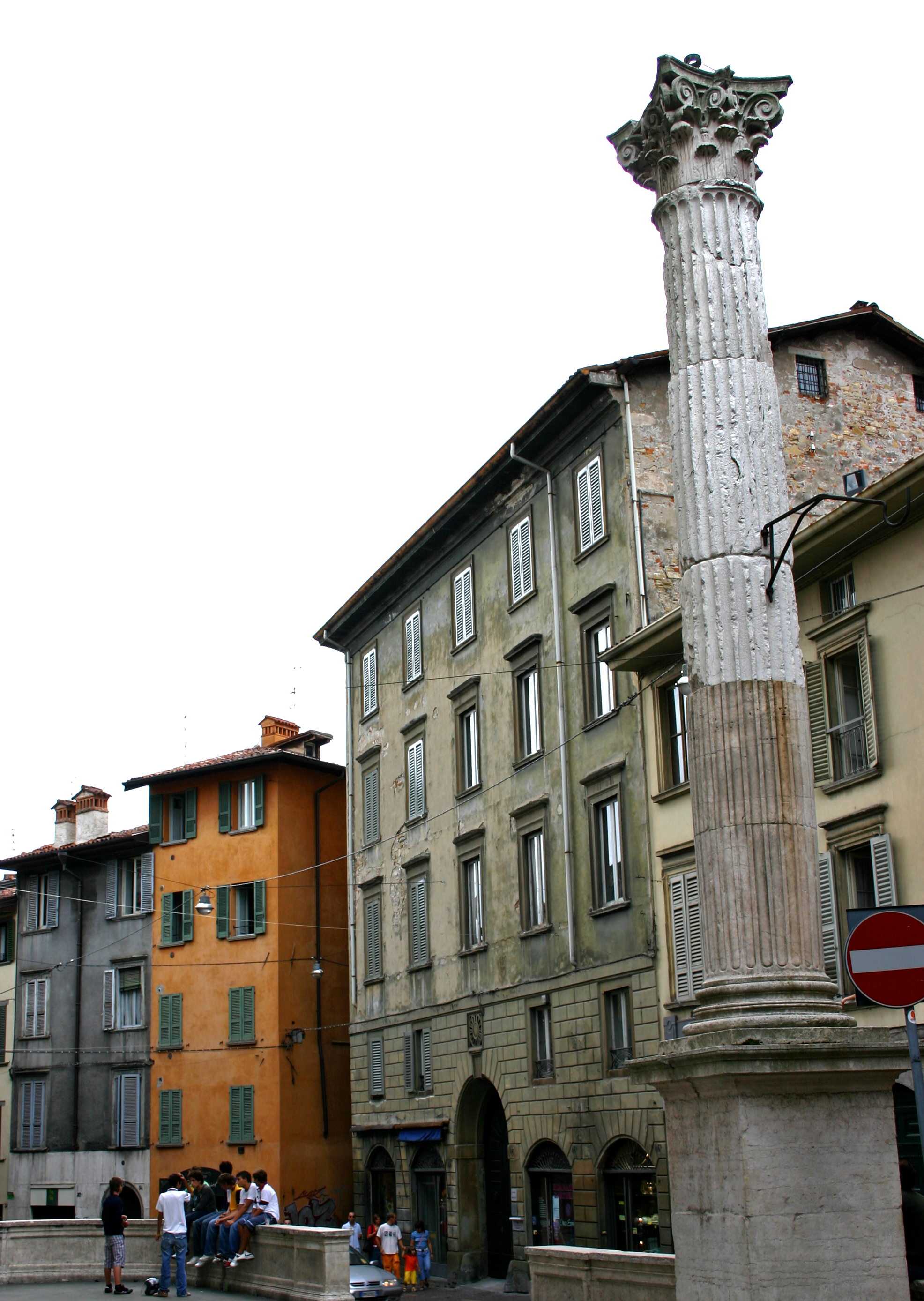
La colonna che indica il luogo della decapitazione a Bergamo, sul sagrato della chiesa di Sant'Alessandro

Dopo essere stato riconosciuto, catturato e riportato davanti a Massimiano, Alessandro abbatté l'ara preparata per il sacrificio agli dei romani, facendo infuriare l'imperatore, che lo condannò a morte per decapitazione; la leggenda vuole che il carnefice non osasse colpirlo poiché Alessandro gli appariva "come un monte" e, per lo spavento, gli si sarebbero irrigidite le braccia: la stessa sorte sarebbe toccata ad altri soldati chiamati ad eseguire la condanna; pertanto fu nuovamente incarcerato nel carcere Zebedeo, a morire di stenti, ma riuscì nuovamente a fuggire.
Alessandro passò miracolosamente l'Adda all'asciutto in prossimità dell'attuale Fara Gera d'Adda in prossimità della quale fu costruito il primo luogo di culto alessandrino al di fuori del capoluogo orobico, la basilica autarena. Si nascose in un bosco vicino a Bergamo, presso il ponte della Morla, da un patrizio locale, Crotacio.
A Bergamo Alessandro iniziò un'opera di conversione alla fede cristiana degli abitanti della città, tra cui i futuri martiri Fermo e Rustico, parenti di Crotacio. Fu presto scoperto da alcuni soldati romani che lo condussero in catene a Bergamo, dove fu condannato alla decapitazione, che questa volta fu eseguita senza inconvenienti il 26 agosto 303 nel luogo dove ancora sorge la Colonna del Crotacio, sul sagrato della Basilica di Sant'Alessandro in Colonna.

## Culto
Grazie alla nobildonna Grata, il corpo del Martire fu trafugato e trasportato nel podere della famiglia di lei, dove fu inumato. La santa, alcuni giorni dopo l'esecuzione, avrebbe trovato le spoglie di sant'Alessandro, la cui presenza era segnalata da gigli, cresciuti in corrispondenza di alcune gocce del sangue del Martire, le avrebbe raccolte e fatte seppellire in un orto della sua famiglia, fuori della città, là dove sarebbe sorta la grande basilica di Sant'Alessandro, poi abbattuta durante la costruzione delle mura veneziane di Bergamo.
La Chiesa cattolica lo ricorda il 26 agosto con un sintetico elogio nel Martirologio Romano: "A Bergamo, sant'Alessandro, martire".

### Iconografia
Sant'Alessandro, patrono, è raffigurato tradizionalmente in veste di soldato romano con un vessillo recante un giglio bianco, e in molte raffigurazioni a cavallo.

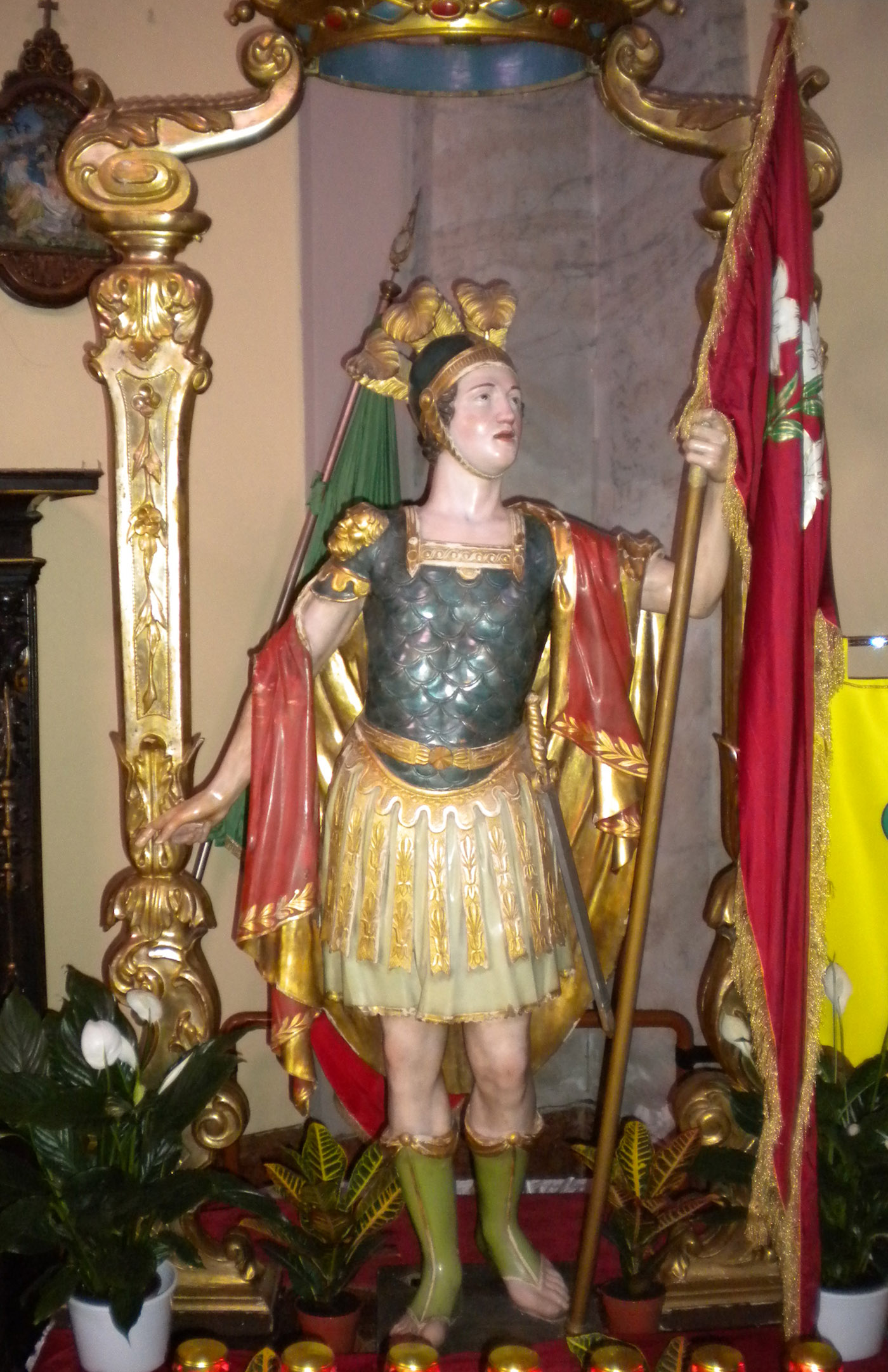
La statua di sant'Alessandro presente nella chiesa di Cervignano d'Adda
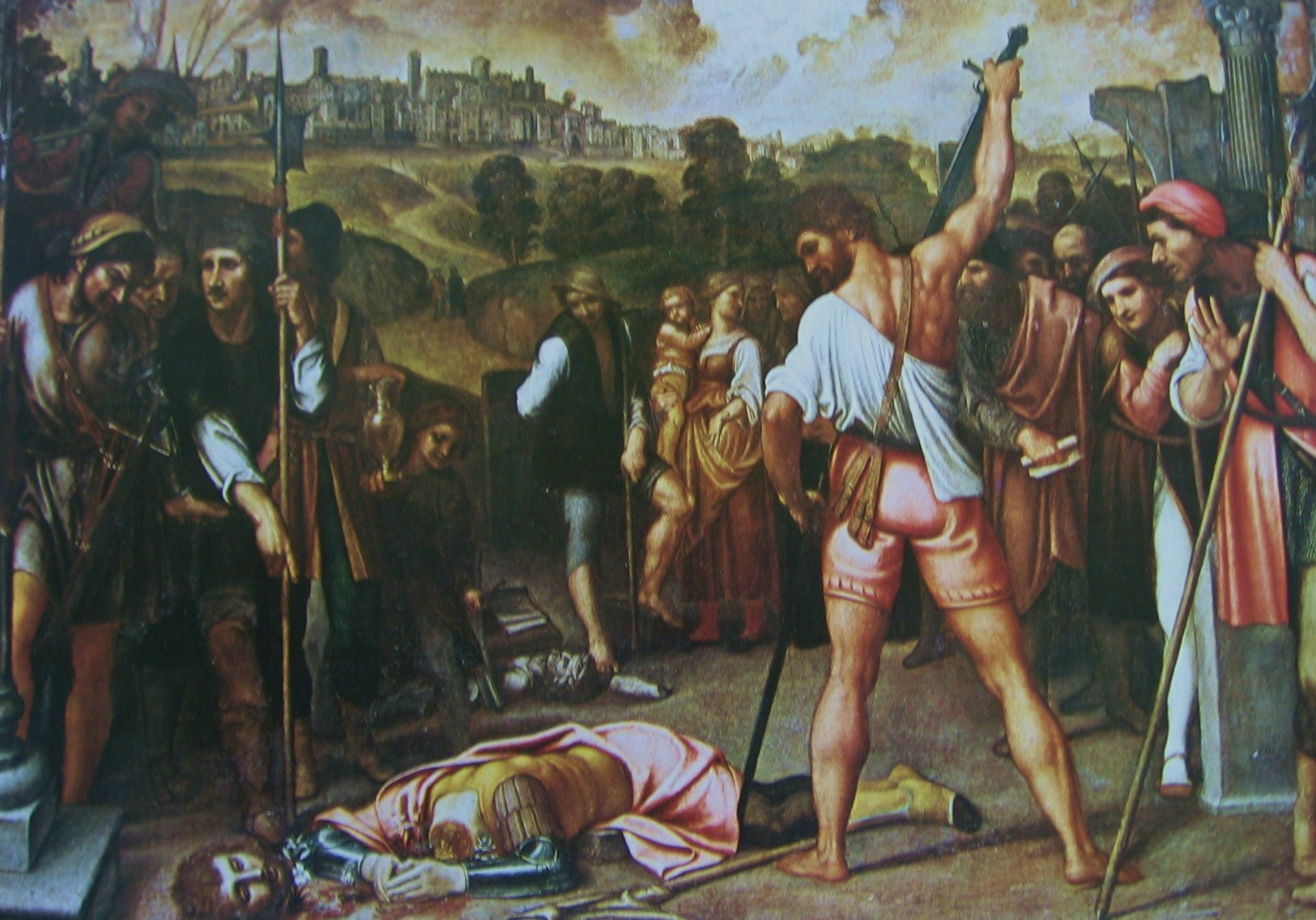
Martirio di sant'Alessandro, dipinto dell'artista Enea Salmeggia, esposto presso l'Accademia Carrara, Bergamo.
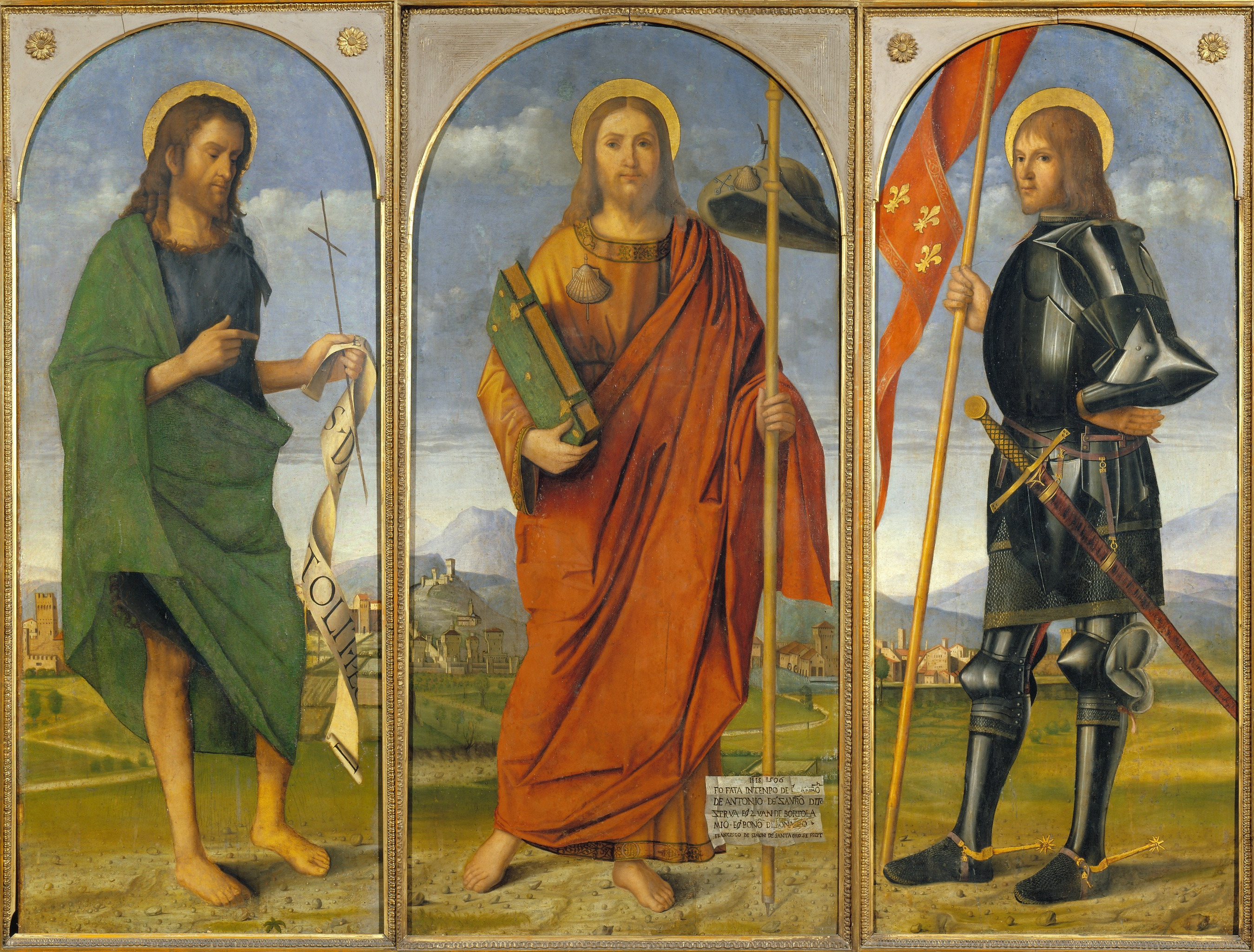
Trittico di Lepreno, da sinistra san Giovanni Battista, san Giacomo Maggiore e sant’Alessandro martire, dipinto da Francesco di Simone da Santacroce nel 1506. Esposto presso l'Accademia Carrara, Bergamo.
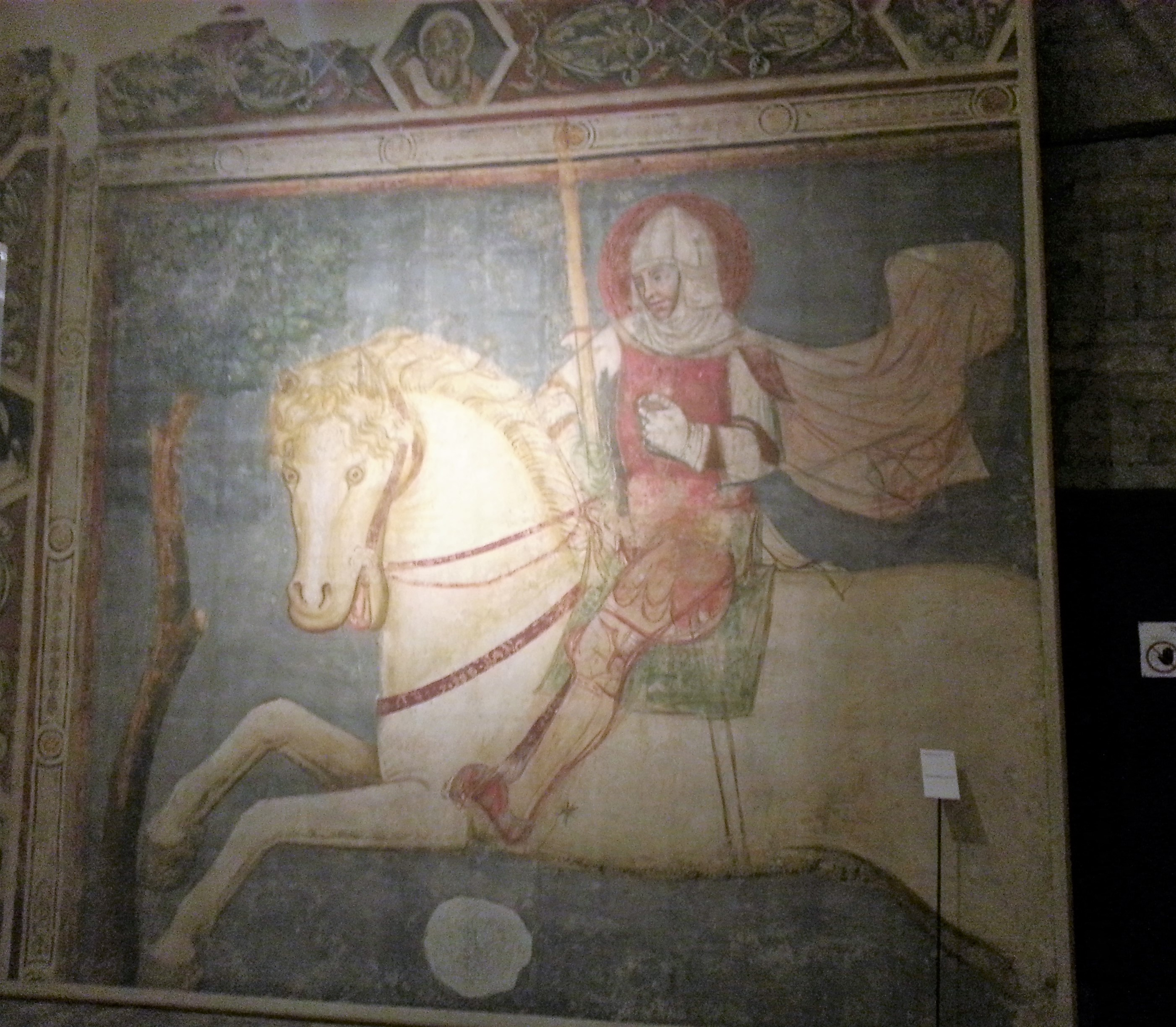
Affresco conservato nel Museo del tesoro di Santa Maria Maggiore di Bergamo eseguito con la tecnica dello affresco e risalente al 1336.

### Patronati
Sant'Alessandro di Bergamo è protettore e patrono di numerose località italiane, fra le quali:
- Diocesi e città di Bergamo
- Traona (SO), Colnago
- Capriate San Gervasio
- Castel Gabbiano (CR)
- Cervignano d'Adda (LO)
- Besozzo (VA)
- Caronno Pertusella (VA)
- Cesate (MI)
- Melzo (MI) compatrono
- Barzio  (LC)
- Robbiate (LC)
- Villongo Sant'Alessandro (BG)
- Fara Gera d'Adda (BG)
- Paladina (BG)
- Albano Sant'Alessandro (BG)
- Lepreno (BG)
- Zeme (PV)
- Mozzate (CO)
- Melfi (PZ)

## Un'agiografia alternativa
L'intera vicenda di sant'Alessandro rimane però alquanto oscura e mal documentata. Gli atti del suo martirio sono infatti posteriori di quasi cinque secoli rispetto all'epoca del martirio. L'appartenenza stessa di Alessandro alla leggendaria legione tebea contribuisce a rendere ancor più oscura la sua storia. La legione tebea o legione tebana, infatti, è una leggendaria legione romana della letteratura agiografica cristiana. Il libro "Exite flores inclyti" aiuta a fare una ricostruzione storica delle vicende alessandrine esaminando tre passio differente che, mentre concordano in alcuni punti, risultano manchevoli in altri.
Secondo Eucherio, vescovo di Lione del V secolo, questa legione era composta interamente da cristiani e venne spostata da Tebe alla Gallia per assistere l'imperatore Massimiano. Quando Massimiano ordinò di reprimere alcuni Galli cristiani la legione si rifiutò e venne decimata (venne ucciso un legionario su dieci). Seguirono altri ordini che la legione rifiutò ancora di eseguire, sotto l'incoraggiamento di san Maurizio che ne era il comandante; venne quindi ordinata una seconda decimazione ed infine l'intera legione venne sterminata (6600 uomini). Il luogo del massacro fu Agaunum, oggi San Maurizio in Vallese, sede dell'omonima abbazia.
L'esistenza di una Legio I Maximiana, anche nota come Maximiana Thebaeorum è riportata nella Notitia dignitatum. Denis Van Bercham, della università di Ginevra, ha messo in dubbio la veridicità della leggenda della legione Tebea. Questo studioso fece notare che la decimazione era un anacronismo e che il servizio di cristiani in una legione prima di Costantino I era abbastanza raro. Secondo David Woods, professore alla University College Cork, i racconti di Eucherio di Lione sono una completa finzione.
Una nuova ipotesi tende quindi ad identificare il martire Alessandro di Bergamo con uno dei martiri dell'Anaunia (Val di Non).
Si tratterebbe quindi dell'Alessandro compagno di Sisinnio e Martirio, tre chierici originari della Cappadocia inviati dal vescovo Ambrogio da Milano ad evangelizzare la regione dell'Anaunia, su richiesta del vescovo di Trento, Vigilio. I tre furono brutalmente uccisi dai pagani locali e sono per questo venerati come santi e martiri dalla Chiesa cattolica.
Questo collegamento tra il sant'Alessandro di Bergamo e quello dell'Anaunia spiegherebbe inoltre la presenza, tra i colli che costituiscono l'attuale Bergamo alta, di un colle detto di San Vigilio vescovo e di un'omonima chiesa a lui dedicata.